# Jalousie

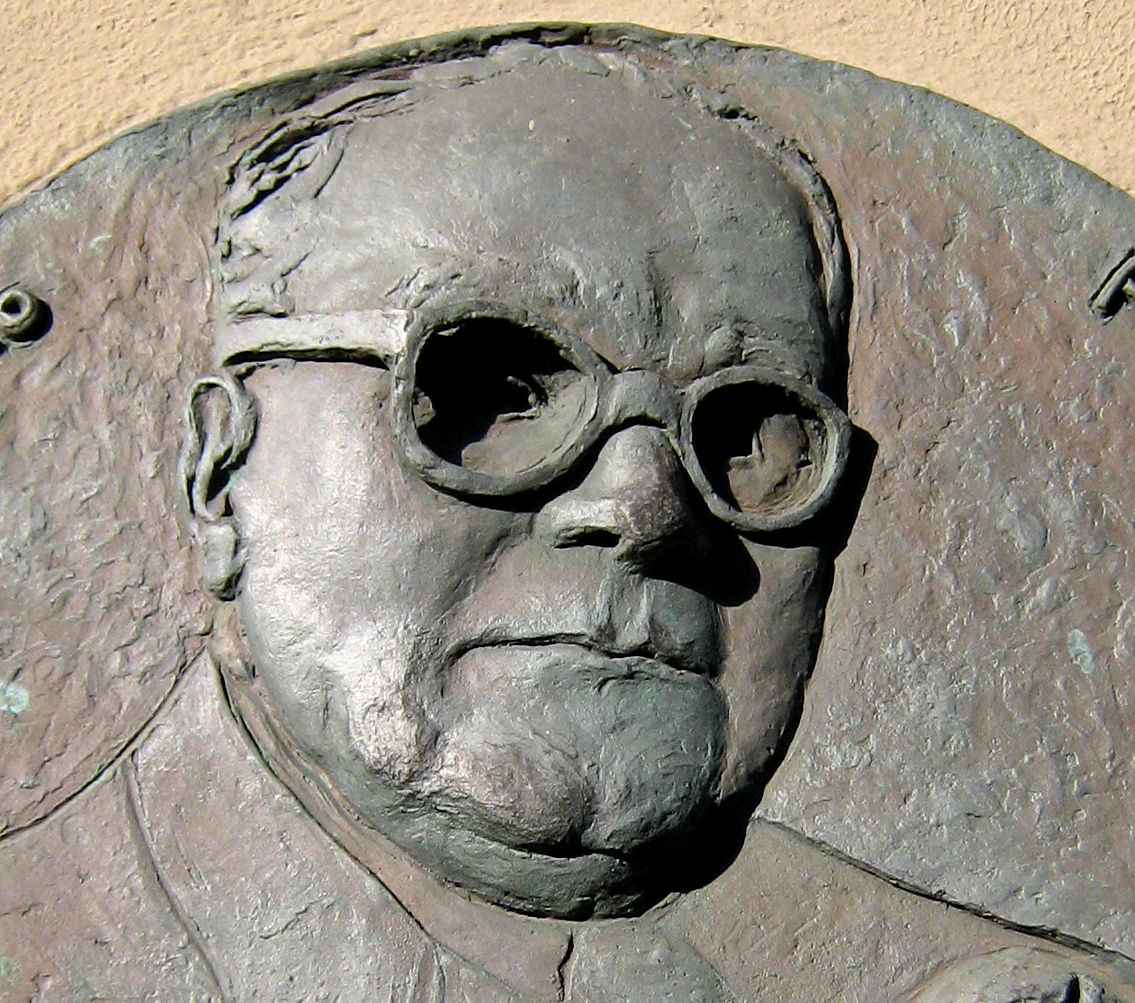
Gedenkplaat van Jacob Gade in Vejle

Jalousie (uit het Frans: "Jaloezie") is een tango uit 1925 van de Deense componist Jacob Gade (1869–1963). Hij noemde het oorspronkelijk ook Tango Tsigane (“Zigeunertango”). De muziek is ook bekend als Celos in het Spaans en Jealousy in het Engels.
Gade was in de jaren '20 de dirigent van een orkest dat stomme films begeleidde in de bioscoop Paladsteatret in Kopenhagen. Hij schreef deze tango voor de film Don Q Son of Zorro. De muziek werd voor het eerst gespeeld bij de première van deze film op 14 september 1925. Daarna werd het thema gebruikt in meer dan 100 films en verschillende tv-series.
Jalousie is een instrumentale tango. De bekendste vertolker is Ástor Piazzolla. Later werden er teksten in verschillende talen bij geschreven. Een bekende versie is die van Vera Bloom. Men schat dat het nummer in de jaren '70 elk jaar wel ergens ter wereld op de radio te horen was. In juni 1992 werd een arrangement van Jalousie voor blaaskwintet gespeeld op de zilveren bruiloft van koningin Margrethe in  Kasteel Kronborg.
De tango begint met een introductie in mineur. Na 32 maten verandert de melodie naar majeur met dezelfde grondtoon, en komt het tangoritme echt tot leven.
Gade had een contract met de Deense uitgeverij Wilhelm Hansen, waarbij hij alle rechten op zijn muziek tot een bepaalde datum had overgedragen. Jalousie viel na deze datum, maar Wilhelm Hansen gaf het stuk toch uit. Gade deed hierop afstand van een deel van zijn rechten op Jalousie, waarmee het conflict werd opgelost. In zijn testament uit 1956 bepaalde Gade dat alle inkomsten uit auteursrechten na zijn dood naar de Stichting Jacob Gade zouden gaan, die jonge, talentvolle muzikanten ondersteunt.